# Basic Instinct
Basic Instinct (en España, Instinto básico; en Hispanoamérica, Bajos instintos); es una película estadounidense de 1992, dirigida por Paul Verhoeven y con actuación principal de Sharon Stone y Michael Douglas.

## Argumento
Al comienzo, Johnny Boz, una estrella del rock retirada, está haciendo el amor con una rubia, y ella lo mata, inmovilizándole primero (le ata las manos a la cabecera de la cama con una bufanda blanca) y clavándole repetidamente un picahielo. Nick Curran y Gus Moran, del Departamento de Policía de San Francisco, se hacen cargo de la investigación.
Nick y Gus visitan a la novia del roquero, la escritora Catherine Tramell. La encuentran en una lujosa casa junto a la playa. Hay una breve entrevista. Ellos solo se acostaban juntos les dice Catherine. No hay pruebas para detenerla y los agentes se van.
Luego observan que en una novela de Tramell, la protagonista comete un crimen de similares características. Hay dos probabilidades: que la autora sea la asesina o que algún lector lo hiciera para incriminarla. La recogen en la casa de la playa para interrogarla. En el coche, ella cuenta la trama de su próxima novela: un policía se enamora de la protagonista, que acaba matándolo. En el interrogatorio, muestra un elevado interés hacia Nick. Tramell niega haber matado a Boz y el detector de mentiras le da la razón, aunque Nick cree lo contrario.
Más tarde descubren que un tutor de Tramell, en la universidad, fue asesinado de manera similar a Boz. También Catherine es muy amiga de una mujer que asesinó a su marido e hijos en un ataque de locura: según Catherine, la mujer la ayudó mucho a comprender el instinto asesino. También se sospecha que Catherine mató a sus padres por la herencia, ya que fue un accidente sospechoso y ella había escrito un libro sobre un niño que mataba a sus padres.
Nick hace otra visita a Catherine. Comprende que ella sabe demasiado sobre él y sospecha que ha visto su ficha. Beth Garner, su psicóloga, (y psicóloga del departamento de policía) —Nick había matado accidentalmente a dos turistas—, le pasó su ficha a Nilsen, de Asuntos Internos, y este se la vendió a Tramell, según averigua Nick. Este agrede a Nilsen, que poco después aparece asesinado, haciendo que dejen a Nick suspendido. 
Nick se encuentra con Tramell y hacen el amor. Mientras están en ello, parece que Catherine fuera a matarlo, ya que le ata las manos a la cabecera de la cama con una bufanda blanca, como había aparecido Boz cuando encontraron su cuerpo. Roxy, una amante de Catherine, se siente celosa de Nick e intenta matarlo con el auto. Sin embargo, ella acaba muriendo en un accidente del que los policías creen que Nick ha sido el responsable.
Catherine parece realmente afectada por la muerte de su "amiga" (mucho más que por la muerte de Boz) y vuelve a mantener relaciones con Nick, y le confiesa que en la universidad una chica llamada Lisa la había estado acosando. Luego Nick descubre que Roxy había matado a sus dos hermanos con la cuchilla de afeitar de su padre. Este va a preguntar sobre la tal Lisa, pero en el registro de la universidad no consta el nombre de la chica. 
Más tarde Catherine le deletrea el apellido, se da cuenta de que se equivocó y vuelve a buscar. Descubre entonces que Lisa es en realidad Beth, pero cuando le pregunta ella afirma que en realidad era Catherine la que estaba obsesionada con ella, y no al revés. Luego la misma Catherine le dice que no es cierto, e insiste que fue ella la denunciante del hecho. Nick va a buscar la denuncia, pero Nilsen la había sacado un año antes. Nick duda ahora de la culpabilidad de Catherine. Cree que fue Beth la que mató a Boz fingiendo ser Catherine para que la inculparan, y que mató luego a Nilsen porque él sabía de su anterior obsesión por la sospechosa. Va a buscar al marido de Beth, ya que ella afirma que se cambió el nombre porque se casó, y descubre que murió asesinado. Pregunta al sheriff y él le dice que no hubo sospechosos, que hubo rumores de una amante por parte de Beth y que hacía cosa de un año Nilsen había ido allí a preguntar lo mismo.
Catherine termina el libro basado en Nick, y corta su relación sentimental con él.
Una chica de la residencia universitaria de Catherine y Beth llama a Gus, diciendo que sabe toda la historia sobre ambas. Van los dos, pero solo sube Gus porque Nick está suspendido. Sin embargo, resulta ser una emboscada. Cuando Gus sale del ascensor del piso es asesinado por una figura encapuchada con un punzón de hielo. Nick sube sospechando la suerte de su amigo y encuentra a Gus moribundo. Oye unos ruidos, se levanta y ve a Beth, que dice que le han enviado un mensaje para que se reuniera con Gus allí. Ella va avanzando con la mano en el bolsillo y él, asustado, le dispara. Ella le confiesa que le quería y muere.
Los policías ven en las escaleras una capa ensangrentada (que lleva las iniciales del departamento de policía), una peluca rubia y el punzón, y registran la casa de Beth. Allí encuentran una pistola como la que mató a Nilsen, y en un cajón, libros y recortes de periódico de Catherine. Piensan que la culpable de los crímenes es Beth y cierran el caso.
Cuando Nick llega a su casa, Catherine está allí. Le dice que cortó con él porque no quería perderlo, dado que todos los que le importaron murieron. Vuelven a hacer el amor, y cuando ella le pregunta qué va a pasar después, él le dice que van a hacer el amor como leones, tener enanos y van ser felices para siempre, Catherine mete la mano bajo la cama como si buscara algo y le dice a Nick que no quiere tener hijos, él le responde que entonces iban a hacer el amor y ser felices, entonces Catherine besa a Nick y empiezan a hacer el amor de nuevo. La cámara desciende bajo la cama hasta mostrar lo que Catherine estaba buscando: un picahielos, lo que sugiere que podría ser la auténtica asesina y también quiere matar a Nick.

## Reparto
- Michael Douglas - Det. Nick Curran
- Sharon Stone - Catherine Tramell
- George Dzundza - Gus Moran
- Jeanne Tripplehorn - Dr. Beth Garner
- Denis Arndt - Lt. Philip Walker
- Leilani Sarelle - Roxy
- Bruce A. Young - Andrews
- Chelcie Ross - Capt. Talcott
- Dorothy Malone - Hazel Dobkins

## Producción

### Guion
El guion de la película, hecha por Joe Eszterhas, fue vendido a Carolco Pictures por tres millones de dólares. Se convirtió así en el más caro de la historia del cine en su momento. También se convirtió en un reto producirla, ya que había que hacerse la pregunta si se podía convertir una película que rozaba lo explícito en más de una manera en una obra comercial.

### Casting
Luego se hizo el casting, cosa que no fue fácil en el caso de encontrar una actriz para Catherine Tramell, ya que todas las actrices importantes de la industria cinematográfica de entonces como Kim Basinger, Melanie Griffith, Demi Moore, Michelle Pfeiffer, Julia Roberts y Debra Winger se negaron rotundamente a encarnarla por los desnudos que había que hacer en la película. Fue entonces cuando el director Paul Verhoeven decidió contratar a una actriz entonces desconocida pero en auge llamada Sharon Stone, con la que ya había trabajado en Desafío Total (1989) y ella, no teniendo esa objeción rotunda al respecto, aceptó.

### Rodaje
Una vez que se había preparado la producción cinematográfica, se filmó entonces completamente en 1991. Se rodó en California en muchas localidades diferentes. También se rodó en San Francisco, donde activistas homosexuales trataron de sabotear sin éxito el rodaje, porque lo consideraban homófobo y misógino. Finalmente el director tuvo que cortar 40 veces la película para no obtener la calificación de ser una película porno.

## Fechas de estreno mundial
| País                                                                          | Fecha de estreno                |
| ----------------------------------------------------------------------------- | ------------------------------- |
| Alemania                                                                      | Jueves 21 de mayo de 1992       |
| Argentina                                                                     | Jueves 21 de mayo de 1992       |
| Australia                                                                     | Jueves 21 de mayo de 1992       |
| Austria                                                                       | Viernes 22 de mayo de 1992      |
| Bélgica                                                                       | Miércoles 13 de mayo de 1992    |
| Belice · Costa Rica · El Salvador · Guatemala · Honduras · Nicaragua · Panamá | Viernes 5 de junio de 1992      |
| Bolivia                                                                       | Martes 23 de junio de 1992      |
| Brasil                                                                        | Jueves 11 de junio de 1992      |
| Chile                                                                         | Viernes 5 de junio de 1992      |
| Colombia                                                                      | Jueves 4 de junio de 1992       |
| Corea del Sur                                                                 | Sábado 23 de mayo de 1992       |
| Dinamarca                                                                     | Viernes 15 de mayo de 1992      |
| Ecuador                                                                       | Miércoles 17 de junio de 1992   |
| Egipto                                                                        | Lunes 19 de octubre de 1992     |
| España                                                                        | Viernes 21 de agosto de 1992    |
| Estados Unidos · Canadá                                                       | Viernes 27 de diciembre de 1991 |
| Filipinas                                                                     | Miércoles 29 de julio de 1992   |
| Finlandia                                                                     | Viernes 15 de mayo de 1992      |
| Francia                                                                       | Miércoles 6 de mayo de 1992     |

| País                         | Fecha de estreno                   |
| ---------------------------- | ---------------------------------- |
| Grecia                       | Viernes 13 de noviembre de 1992    |
| Hong Kong                    | Jueves 27 de agosto de 1992        |
| Hungría                      | Jueves 9 de julio de 1992          |
| India                        | Viernes 17 de septiembre de 1993   |
| Indonesia                    | Martes 4 de agosto de 1992         |
| Israel                       | Viernes 8 de mayo de 1992          |
| Italia                       | Viernes 18 de septiembre de 1992   |
| Jamaica                      | Miércoles 20 de mayo de 1992       |
| Japón                        | Sábado 6 de junio de 1992          |
| Líbano                       | Viernes 29 de mayo de 1992         |
| Malasia                      | Jueves 17 de septiembre de 1992    |
| México                       | Viernes 19 de junio de 1992        |
| Noruega                      | Jueves 21 de mayo de 1992          |
| Nueva Zelanda                | Viernes 10 de julio de 1992        |
| Países Bajos                 | Jueves 7 de mayo de 1992           |
| Perú                         | Jueves 18 de junio de 1992         |
| Portugal                     | Viernes 7 de agosto de 1992        |
| Puerto Rico                  | Jueves 23 de abril de 1992         |
| Reino Unido Irlanda          | Viernes 8 de mayo de 1992          |
| República Checa · Eslovaquia | Jueves 30 de julio de 1992         |
| República Dominicana         | Jueves 2 de julio de 1992          |
| Singapur                     | Miércoles 16 de septiembre de 1992 |
| Sudáfrica                    | Viernes 17 de julio de 1992        |
| Suecia                       | Viernes 15 de mayo de 1992         |
| Suiza                        | Miércoles 13 de mayo de 1992       |
| Tailandia                    | Sábado 15 de agosto de 1992        |
| Taiwán                       | Sábado 20 de junio de 1992         |
| Turquía                      | Viernes 27 de noviembre de 1992    |
| Uruguay                      | Jueves 18 de junio de 1992         |
| Venezuela                    | Miércoles 3 de junio de 1992       |

## Recepción
La película fue un gran éxito comercial, siendo la 4.ª película más taquillera del año 1992 con cerca de 353 millones de dólares de recaudación mundial. Fue la primera película de la actriz Jeanne Tripplehorn. Convirtió a Sharon Stone en una estrella internacional.

## Premios

### Óscar 1992
| Categoría          | Persona          | Resultado |
| ------------------ | ---------------- | --------- |
| Mejor banda sonora | Jerry Goldsmith  | Candidato |
| Mejor montaje      | Frank J. Urioste | Candidato |